# Tschernuschka-Nunatak
Der Tschernuschka-Nunatak (russisch Гора Чернушка, in Norwegen Chernushkaknatten) ist ein 1640 m hoher Nunatak im ostantarktischen Königin-Maud-Land. Er ragt 3 km südwestlich des Sandseten auf der Westseite der Westlichen Petermannkette des Wohlthatmassivs auf.
Entdeckt und anhand von Luftaufnahmen kartiert wurde er bei der Deutschen Antarktischen Expedition 1938/39 unter der Leitung des Polarforschers Alfred Ritscher. Weitere Kartierungen erfolgten anhand von Luftaufnahmen und Vermessungen der Dritten Norwegischen Antarktisexpedition (1956–1960) und nochmals bei einer von 1960 bis 1961 dauernden sowjetischen Expedition. Teilnehmer letzterer Forschungsreise benannten ihn nach dem Hund Tschernuska, einem der Passagiere bei der Sputnik 9-Weltraummission vom 9. März 1961.